# Shokran
Shokran est un groupe russe de metal progressif originaire de Krasnodar, formé en 2012. Il est composé actuellement de Dmitry Demyanenko (guitare), Serguei Raev (chant), Rodion Shevchenko (basse), et de Mikhail Isaev (batterie).

## Biographie

### Débuts
En 2011, Dmitry Demyanenko, voulant réussir dans le domaine musical, crée le projet instrumental Shokran, qui signifie « Merci » en arabe. Le nom a été inventé par Demyanenko sur la base de l'atmosphère de l'Égypte ancienne mélangeant le son moderne du Djent et des sons orientaux mixés avec des éléments néoclassiques.
Lors de la création du premier projet de Demyanenko, le EP Sixth Sense, l'ingénieur du son lui conseille de diversifier les parties de batterie. Ensuite, il fait la connaissance du batteur Mikhail Isaev, qui enregistre toutes les parties de batterie et rejoint le projet. Le EP Sixth Sense est sorti en 2012 et reçoit un franc succès auprès du public, après quoi le projet commence à gagner en notoriété.

### 2014:Supreme Truth
Demyanenko decide de faire de son projet solo un groupe à part entière. Mikhail Isaev est le premier à le rejoindre après avoir enregistré la batterie dans Sixth Sense. Sergey Raev devient le chanteur du groupe, Alexander Burlakov le deuxième guitariste et Rodion Shevchenko le bassiste.
En février 2014, sort le premier album studio : Supreme Truth. L'album est très bien accueilli par le public russe et international. La caractéristique distinctive de l'album est l'ambiance orientale et les parties de guitare et de solo complexes et progressives. En raison des particularités de l'album, une partie du public déclare apprécier l'atmosphère instrumentale et a activement écrit à ce sujet. Le groupe a donc décidé de sortir deux versions de l'album : instrumentale et vocale. Pour soutenir l'album, Shokran démarre une tournée en Russie : Progressive Guys Tour 2014, organisée par Ivan Shanin, ainsi qu'une mini-tournée au sein du Thallium Fest de l'agence de concerts Booking Machine avec After the Burial, Heart of a Coward et The Algorithm. Après la tournée, le bassiste Rodion Shevchenko décide de faire une pause et de quitter le groupe, remplacé alors par Valery Yushkevich.
En 2015, le groupe sort son premier clip pour la chanson Collapses et commence à travailler sur son deuxième album studio.

### 2016:Exodus
Au printemps 2015, sort le premier single Creatures from the Mud issu du nouvel album. Cependant, durant le processus de travail, des divergences créatives apparaissent entre Demanyenko et Raev. Sergey Raev a déjà enregistré toutes ses parties pour le nouvel album, mais Demyanenko veut changer radicalement les parties vocales, et Raev doit alors quitter le groupe. Après une longue recherche d'un chanteur, l'ukrainien Andriy Ivashchenko est devenu le chanteur et a réenregistré toutes les voix de l'album.
En 2016, sort le deuxième album studio du groupe : Exodus. L'album a été enregistré pendant deux ans et est sorti en deux versions, tout comme la précédente. La sortie a été retardée en raison de la situation avec le label Sumerian Records, qui a contacté le groupe, proposant un contrat de coopération. Au cours de longues négociations pour ajuster les points du contrat, le groupe et l'administration du label ne sont pas parvenus à un accord commun.
Les deux albums ont été enregistrés par les musiciens à distance. Les paroles de l'album Exodus sont basées sur les Dix plaies d'Égypte issues du livre de l'Exode. Chaque piste d'album est dédiée à un épisode séparé. En 2016, un clip sort pour la chanson Creatures from the Mud. Après la sortie de l'album, le groupe se sépare du bassiste Valery Yushkevich, remplacé par Rodion Shevchenko, qui fait son retour dans le groupe après deux ans d'absence.
L'album a acquis une large reconnaissance à l'étranger et a été présenté dans de nombreuses publications en ligne, recevant des critiques extrêmement positives. À l'appui de l'album, le groupe effectue deux tournées dans la Communauté des États indépendants.
Exodus est nommé parmi les meilleurs albums de septembre 2016 par le blog Heavy Blog Is Heavy avec 22, A Million de Bon Iver ; The Crypts Of Sleep de Hannes Grossmann ; Act V: Hymns With The Devil In Confessional, The Dear Hunter.

## Membres

### Membres actuels
- Dmitry Demyanenko : guitare (depuis 2012)
- Serguei Raev : chant (2012–2015, depuis 2023)
- Rodion Shevchenko : basse (2013-2014, 2016-2019, depuis 2022)
- Mikhail Isaev : batterie (depuis 2012)

### Anciens membres
- Kirill Andreyev : guitare (2013)
- Valery Youshkevich : basse (2014–2016)
- Alexandr Burlakov : guitare (2012-2014)
- Evgueni Manakov: basse (2012-2014)
- Andriy Ivashchenko : chant (2015-2023)

Chronologie

## Discographie

### Albums studio
- 2014 : Supreme Truth
- 2016 : Exodus
- 2019 : Ethereal
- 2024 : Duat

### EP
- 2012 : Sixth Sense

### Singles
- 2015 : Creatures from the Mud
- 2018 : Destiny Crucified
- 2019 : Nature of the paradox
- 2019 : Golden Pendant
- 2024 : Thot : The Silent Witness